# سیف‌آباد بزرگ
سیف‌آباد بزرگ، روستایی از توابع بخش مرکزی شهرستان ساوجبلاغ در استان البرز ایران است.

## جمعیت
این روستا در دهستان سعیدآباد قرار دارد و براساس سرشماری مرکز آمار ایران در سال ۱۳۸۵، جمعیت آن ۵٬۷۶۴ نفر (۱٬۴۹۴خانوار) بوده‌است.